# Катрище
Катрище е село в Западна България. То се намира в община Кюстендил, област Кюстендил.

## География
Село Катрище се намира в Кюстендилската котловина, източно от гр. Кюстендил, на шосето с. Коняво – с. Горна Гращица – с. Невестино, в долното разширение на Тавалички дол, в подножието на Конявската планина.
Купно село, с обособени 7 махали: Минова, Молева, Сред село, Горна, Сапунджийска, Шулянска и Клисурска.
Климат: умерен, преходно-континентален.
През годините селото принадлежи към следните административно-териториални единици: Община Горна Гращица (1949 – 1958), община Коняво (1958 – 1959), община Горна Гращица (1959 – 1978), община Кюстендил (от 1978 г.). 

## Население
Данните за числеността на населението в с. Катрище според преброяванията през годините
| \| Година на преброяване \| Численост \| \| --------------------- \| --------- \| \| 1934 \| 800 \| \| 1946 \| 753 \| \| 1956 \| 618 \| \| 1965 \| 503 \| \| 1975 \| 377 \| \| 1985 \| 293 \| \| 1992 \| 259 \| \| 2001 \| 177 \| \| 2011 \| 140 \| \| 2020 \| 107 \| |           |
| Година на преброяване | Численост |
| 1934 | 800       |
| 1946 | 753       |
| 1956 | 618       |
| 1965 | 503       |
| 1975 | 377       |
| 1985 | 293       |
| 1992 | 259       |
| 2001 | 177       |
| 2011 | 140       |
| 2020 | 107       |

## История
Няма данни за времето на възникване на селището. В землището на селото са открити останки от тракийски плосък некропол от VII – VI век пр.н.е., от антична крепост в местността „Калето“ и от късноантична крепост в местността „Чуката“.
В турски регистри от 1576 г. селото е споменато като Катрища. Преди Освобождението е чифлишко село, притежавано от Даут бег, Забит ага и трети турчин, чието име не е запазено. След Освобождението чифликчиите турци напуснали селото, а впоследствие продали земята на българите изполичари, които я работели.
През 1893 г. селото има 7565 дка землище, от които 4622 дка ниви, 1800 дка гори, 507 дка естествени ливади, 193 дка овощни и зеленчукови градини, 443 дка лозя и се отглеждат 925 овце, 229 говеда и 76 коня. Основен поминък на селяните са земеделието (тютюнопроизводство) и животновъдството. Развити са домашните занаяти, има 9 воденици. Част от мъжете са ангажирани в производство на керемиди, друга част работят в мините в Бобов дол.
През 1930 г. е учредена кредитна кооперация „Съзнание“.
През 1949 г. е учредено ТКЗС „Георги Димитров“, което от 1982 г. е включено в състава на АПК „Димитър Благоев“ – с. Коняво.
Изградена е помпена станция (1961), селото е електрифицирано (1946) и водоснабдено, част от улиците са асфалтирани.
В началото на XXI век в резултат на промените в страната след 1989 г. и засилената миграция населението намалява. Перспективите за развитие на селото са свързани с развитието на овощарството.

## Религии
Село Катрище принадлежи в църковно-административно отношение към Софийска епархия, архиерейско наместничество Кюстендил. Населението изповядва източното православие.

## Обществени институции
- Кметско наместничество Катрище.
- Читалище „Светлина“ – действащо читалище, регистрирано под номер 1326 в Министерство на културата на Република България. Притежава библиотека с 4200 тома.

## Културни и природни забележителности
- Църква „Свети Димитър“.
- Параклис „Света Петка“.
- Паметник на загиналите жители на Катрище по време на войните.
- Минерален извор „Топлико“.

## Други
- Снимки от Катрище
- Църквата и кметството
- Читалище „Светлина“
- Паметник на падналите през войните